# Liste der Kulturdenkmäler in Schweich
In der Liste der Kulturdenkmäler in Schweich sind alle Kulturdenkmäler der rheinland-pfälzischen Stadt Schweich einschließlich des Stadtteils Issel aufgeführt. Grundlage ist die Denkmalliste des Landes Rheinland-Pfalz (Stand: 8. Februar 2023).

## Denkmalzonen
| Bezeichnung                     | Lage                                                                          | Baujahr                | Beschreibung | Bild                           |
| ------------------------------- | ----------------------------------------------------------------------------- | ---------------------- | --- | ------------------------------ |
| Denkmalzone Jüdischer Friedhof  | Schweich, Im Gartenfeld Lage                                                  | 18. Jahrhundert        | im 18. Jahrhundert angelegt, zahlreiche Grabsteine, ältester erhaltener von 1850/51 | weitere Bilder Fotos hochladen |
| Denkmalzone Ortskern Schweich   | Schweich, Hofgartenstraße 19, 21, 24, 26, 28, 30, Kirchstraße 7 Lage          | ab dem 17. Jahrhundert | altes dörfliches Zentrum zwischen Schweicher Bach und Hofgartenstraße um die Schule an der Stelle der alten Pfarrkirche einschließlich der Brücke über den Bach, klassizistische Bauten, zum Teil mit Kernen aus dem 17. Jahrhundert | Fotos hochladen                |
| Denkmalzone Forsthäuser Mülchen | Schweich, nördlich des Ortes auf der Grenze zur Zemmerer Gemarkung Lage       | um 1700                | Bereich der Schmelze und der drei Forsthäuser an beiden Hängen des oberen Quintbaches; Weiher und Reste der Eisenschmelze, ein um 1700 gegründetes Tochterwerk der Quinter Eisenhütte; zugehörig drei Forsthäuser (kurfürstliches Forsthaus 1786, in dessen Nachfolge preußische Revierförsterei von 1872, in der Nähe 1872 gräflich-kesselstadtsches Forsthaus 1813) | Fotos hochladen                |
| Denkmalzone Moselufer Issel     | Issel, Isseler Hof, Kenner Pfad, Moselufer, Schulstraße, St. Georgstraße Lage |                        | kennzeichnendes Ortsbild der Uferbebauung samt Quergassen, einschließlich Kirche und Isseler Hof, überwiegend spätbarocke Giebel- und Krüppelwalmdachbauten | Fotos hochladen                |

## Einzeldenkmäler
| Bezeichnung                                 | Lage                                                                     | Baujahr                     | Beschreibung | Bild                           |
| ------------------------------------------- | ------------------------------------------------------------------------ | --------------------------- | --- | ------------------------------ |
| Weingut                                     | Schweich, Bahnhofstraße 29 Lage                                          | 1900                        | Weingut; Krüppelwalmdachbau, Neurenaissancemotive, 1900 | Fotos hochladen                |
| Friedhofskreuz und Kriegerdenkmal           | Schweich, Bergstraße, auf dem christlichen Friedhof Lage                 | 1838 und 1925               | Friedhofskreuz, bezeichnet 1838; Kriegerdenkmal, 1925 | Fotos hochladen                |
| Wohnhaus                                    | Schweich, Brückenstraße 4 Lage                                           | 1909                        | neubarocker Mansarddachbau, bezeichnet 1909 | Fotos hochladen                |
| Wohnhaus                                    | Schweich, Brückenstraße 27 Lage                                          | um 1910                     | spätgründerzeitlicher Walmdachbau, um 1910 | Fotos hochladen                |
| Haus Geiben                                 | Schweich, Brückenstraße 46 Lage                                          | 17. Jahrhundert             | stattliches Quereinhaus, 17. Jahrhundert, Umbau bezeichnet 1777 | Fotos hochladen                |
| Hofanlage                                   | Schweich, Brückenstraße 75 Lage                                          | 1835                        | Hofanlage, Stallscheune bezeichnet 1835 | Fotos hochladen                |
| Spieleskreuz                                | Schweich, Brückenstraße, Ecke Kirchstraße Lage                           | 1868                        | Altarkreuz, 1868 | Fotos hochladen                |
| Niederprümer Hof                            | Schweich, Hofgartenstraße 24/26 Lage                                     | 1620                        | barocker Winkelhof, 1620, Erneuerung 1706 | Fotos hochladen                |
| Wegekapelle und Bildstock                   | Schweich, Hofgartenstraße, an Nr. 25 Lage                                | 1709 und um 1830            | Wegekapelle, um 1830; Kreuzigungsbildstock, bezeichnet 1709 | Fotos hochladen                |
| Hofanlage                                   | Schweich, Hofgartenstraße 28 Lage                                        | um 1600                     | Hofanlage, um 1600, Erneuerung 1705, Umbau bezeichnet 1782 und im 19. Jahrhundert | Fotos hochladen                |
| Katholische Pfarrkirche St. Martin          | Schweich, Kirchstraße 1 Lage                                             | 1894–96                     | ortsbildprägende neugotische Pseudobasilika, 1894–96, Architekt Wilhelm Hektor, Turm 1822; zugehörig Platz und Brückenstraße 87 und 89; zwei barocke Skulpturentorsi                                                        | weitere Bilder Fotos hochladen |
| Pfarrheim                                   | Schweich, Klosterstraße ohne Nummer Lage                                 | Anfang des 19. Jahrhunderts | Krüppelwalmdachbau, Anfang des 19. Jahrhunderts | Fotos hochladen                |
| Kelterhaus                                  | Schweich, Mathenstraße, zwischen Nr. 42 und 44 Lage                      | um 1900                     | Keltergebäude des Winzervereins; neunachsiger, eingeschossiger Rotsandsteinquaderbau mit Krüppelwalmdach, um 1900 | Fotos hochladen                |
| Hofanlage                                   | Schweich, Richtstraße 13 Lage                                            | 1845                        | Rotsandsteinquaderbau mit Krüppelwalmdach, bezeichnet 1845, mit Hofanlage | Fotos hochladen                |
| Portal                                      | Schweich, Richtstraße, an Nr. 42 Lage                                    | um 1600                     | Portalrahmen, um 1600 | Fotos hochladen                |
| ehemalige Synagoge                          | Schweich, Richtstraße, hinter Nr. 42 Lage                                | um 1862                     | Saalbau, Rundbogenstil, um 1862 | weitere Bilder Fotos hochladen |
| Obere Molitorsmühle                         | Schweich, nördlich des Ortes am Föhrener Bach Lage                       | 1828                        | bauliche Gesamtanlage aus Graben, Mühlengebäude und Quereinhaus, 1828, Aufstockung im frühen 20. Jahrhundert | Fotos hochladen                |
| Wegekreuz                                   | Schweich, nordöstlich des Ortes nahe der Gemarkungsgrenze zu Bekond Lage | 1761                        | Schaftkreuz, bezeichnet 1761 | Fotos hochladen                |
| Heiligenborn                                | Schweich, nordwestlich des Ortes am Rand des Meulenwaldes Lage           | ab 1833                     | auch Schweicher Heilbrunnen; bauliche Gesamtanlage aus Quelle, Wegekapelle 1833, Stationenweg 1889 und Wegekreuz | weitere Bilder Fotos hochladen |
| Wegekreuz                                   | Schweich, nordwestlich des Ortes oberhalb der Marienkapelle Lage         | um 1775                     | Pfeilerkreuz, um 1775 | Fotos hochladen                |
| Ehemaliges Gräfliches Forsthaus Kesselstatt | Schweich, nördlich des Ortes Lage                                        | 1813                        | auch Haus Mülchen; Quereinhaus, bezeichnet 1813; klassizistischer Wappenstein | Fotos hochladen                |
| Fährturm                                    | Issel, Am Fährturm Lage                                                  | 1794                        | dreigeschossiger Zeltdachbau, 1794; mit großräumiger Umgebung | weitere Bilder Fotos hochladen |
| Hisgenhaus                                  | Issel, Brückenstraße 2 Lage                                              | 1758                        | ehemaliges Amtshaus der Abtei St. Maximin, auch sogenanntes Fährhaus oder Hisgenhaus; stattlicher Mansardwalmdachbau, ehemals bezeichnet 1758, Wappenstein; nach Teilzerstörung 1945 nur die vordere Hälfte wiederaufgebaut | weitere Bilder Fotos hochladen |
| Isseler Hof                                 | Issel, Isseler Hof 4, 8, 10, 13, 15, 17 Lage                             | um 1700                     | ehemalige Hofanlage mit Kapelle, um 1700 und aus dem 18. Jahrhundert, Umbauten im 19. Jahrhundert; bauliche Gesamtanlage | Fotos hochladen                |
| Wohnhaus                                    | Issel, Isseler Hof 8/10 Lage                                             | 1719                        | ehemalige Kapelle Sankt Luzia des Isseler Hofs; Putzbau, bezeichnet 1719, Umnutzung zum Wohnhaus bezeichnet 1824 | Fotos hochladen                |
| Quereinhaus                                 | Issel, Isseler Hof 17 Lage                                               | 1866                        | Quereinhaus, bezeichnet 1866; Wappenstein, bezeichnet 1696 | Fotos hochladen                |
| Wegekapelle                                 | Issel, Kapellenweg, Ecke Im Kirchgarten Lage                             | 1913                        | neugotische Wegekapelle, 1913 | Fotos hochladen                |
| Katholische Filialkirche St. Georg          | Issel, Moselufer Lage                                                    | 1757                        | barocker Saalbau, bezeichnet 1757; zugehörig der ummauerte Kirchhof | weitere Bilder Fotos hochladen |